# Dotemachi-dōri
Pour les articles homonymes, voir Dotemachi.
Le Dotemachi-dōri (土手町通, Dotemachi-dōri) est une voie du centre-ville de Kyoto, dans les arrondissements de Kamigyō, Nakagyō et Shimogyō. Elle est composée de deux parties distinctes, une allant de Marutamachi-dōri à Ebisugawa-dōri, et l'autre allant de Kaminokuchi-dōri à Shichijō-dōri (ja).

## Description

### Situation
La partie nord du Dotemachi-dōri est une rue étroite de l'extrême sud-est de l'arrondissement de Kamigyō, du nord-est de celui de Nakagyō, tandis que la partie sud est située au centre de l'arrondissement de Shimogyō. Elle est située juste à l'est du fleuve Kamo. Elle commence dans le quartier de Komano-chō (駒之町), est interrompue une première fois dans celui de Hokoda-chō (鉾田町), puis réapparaît à Daiku-chō (大工町) et termine à Zaimoku-chō (材木町). La rue commence Marutamachi-dōri (丸太町通), l'une des principales voies est-ouest du centre-ville nord, puis est interrompue une première fois à Ebisugawa-dōri (夷川通). Elle réapparaît plus au sud à Kaminokuchi-dōri (上ノ口通) et termine au Shichijō-dōri (ja) (七条通). Elle suit le Kiyamachi-dōri (ja) (木屋町通) à l'est et précède le Nakamachi-dōri (中町通) et le Kawaramachi-dōri (ja) (河原町通) à l'ouest.
La circulation se fait en sens unique du sud au nord. Elle fait environ 700 mètres de long, séparés en deux tronçons de 300 et de 400 mètres respectivement.

### Voies rencontrées
Liste des voies rencontrées,,. Du nord au sud, en sens unique. Les voies rencontrées de la droite sont mentionnées par (d), tandis que celles rencontrées de la gauche, par (g). Seules les rues ayant un nom sont listées.
1. Marutamachi-dōri (丸太町通)
2. (d) Goryōzushi-dōri (御霊図子通)
3. (d) Takeyamachi-dōri (竹屋町通)
4. Ebisugawa-dōri (夷川通) [interruption de la rue]
5. Kaminokuchi-dōri (上ノ口通) [réapparition de la rue]
6. (d) Kamijuzuyamachi-dōri (ja) (上珠数屋町通)
7. Shōmen-dōri (ja) (正面通)
8. (d) Shimojuzuyamachi-dōri (下珠数屋町通)[5]
9. Shichijō-dōri (ja) (七条通)

### Transports en commun
Les bus du réseau d'autobus de Kyoto (ja) ne passent pas sur la rue. L'arrêt le plus proche de la partie nord est sur Marutamachi : Kawaramachi-Marutamachi (河原町丸太町, lignes 3, 4, 10, 17, 37, 59, 65, 93, 202, 204, 205). Au sud, les arrêts proches sont sur Kawaramachi et sont Kawaramachi-Shōmen (河原町正面, lignes 4, 17, 205) et Nanajō-Horikawa (七条河原町, lignes 4, 17, 86, 88, 205, 206, 208).
La station du métro de Kyoto la plus proche est Kyōto Shiyakusho-mae, sur la ligne Tōzai.

## Odonymie
Le nom « Dotemachi » (土手町) signifie « quartier (町) du bras (手) de terre (土) », et fait référence au mur de terre de l'Odoi qui se trouvait juste avant le fleuve Kamo et qui empêchait les débordements de rivière.

## Histoire
À l'époque, le territoire sur lequel se situe la rue faisait partie du lit du fleuve Kamo. En 1590, Toyotomi Hideyoshi entreprend la construction de l'Odoi (ja) (御土居), une muraille de terre autour de la ville pour assurer sa protection et contrôler ses entrées et sorties. Apparaît ainsi sur le bord du Kamo une digue de terre qui permettait non seulement la protection de la ville, mais aussi la contrôle du niveau du Kamo,. Cependant, dans les années 1610, la pertinence du mur du côté de la rivière et le désir d'expansion de la ville force la suppression de ce côté du mur, et la rue apparaît vraisemblablement à ce moment-là, ouverte avec du remblai provenant de l'ancien mur,. De nouveaux quartiers apparaissent alors à l'est de Teramachi-dōri, qui était la limite originale entre la ville et le fleuve,,. De 1661 à 1672, le cours du Kamo est stabilisé avec la construction de la « nouvelle Digue du Kanbun » (寛文の新堤), qui délimite encore au XXIe siècle la limite entre le fleuve et la terre ferme.

## Patrimoine et lieux d'intérêt
La rue est peu passante. À l'extrême nord de la rue à l'est se trouve une stèle commémorant le Nyokōba (ja) (女紅場), une des premières institutions scolaires pour femmes, qui y était située. On trouve près de Takeyamachi la résidence de l'homme politique Kido Takayoshi (木戸 孝允, 1833-1877), en majorité détruite en 1943, mais dont deux bâtiments, donnés à la ville, subsistent toujours. Au carrefour avec Ebisugawa se trouvait jusqu'en 2023 l'École supérieure des Métiers d'art de Kyoto (ja) (京都市立美術工芸高等学校), fondé originellement en 1876 comme l'institut « Seimi » (舎密局) pour la chimie. On y a introduit des méthodes occidentales de fabrication du savon, de bière et de céramique entre autres,. L'une des figures importantes de l'école est le chimiste allemand Gottfried Wagener (de) (1831-1892).
La partie sud de la rue se trouve près du Shōsei-en (en) (渉成園), jardin du temple Higashi Hongan-ji. Ainsi, autrefois, de nombreux commerçants de produits reliés au temple étaient établis le long de la rue. On y trouve aussi de nombreux fabricants de poupées.

Quelques lieux d'intérêts
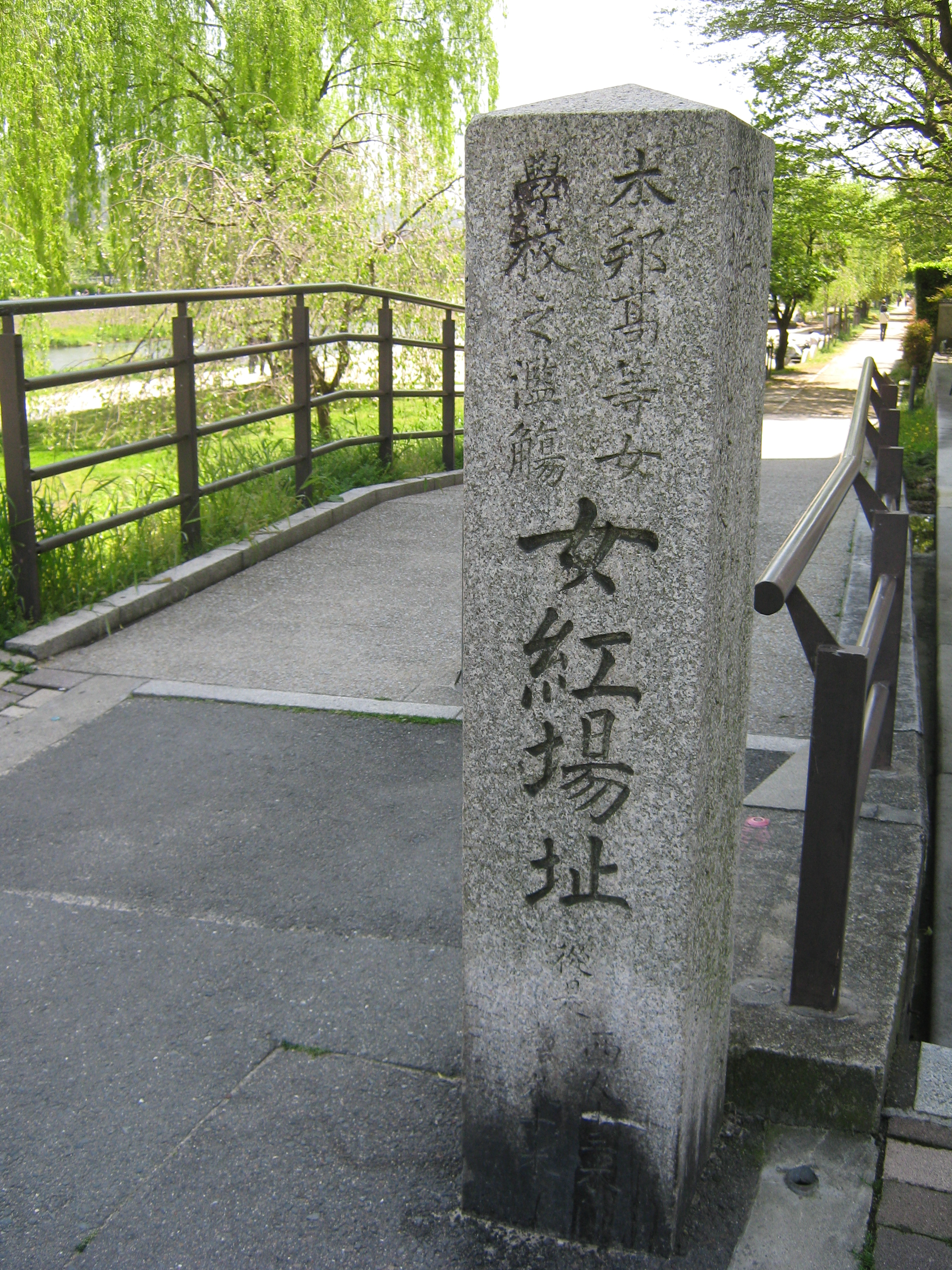
Stèle du Nyokōba
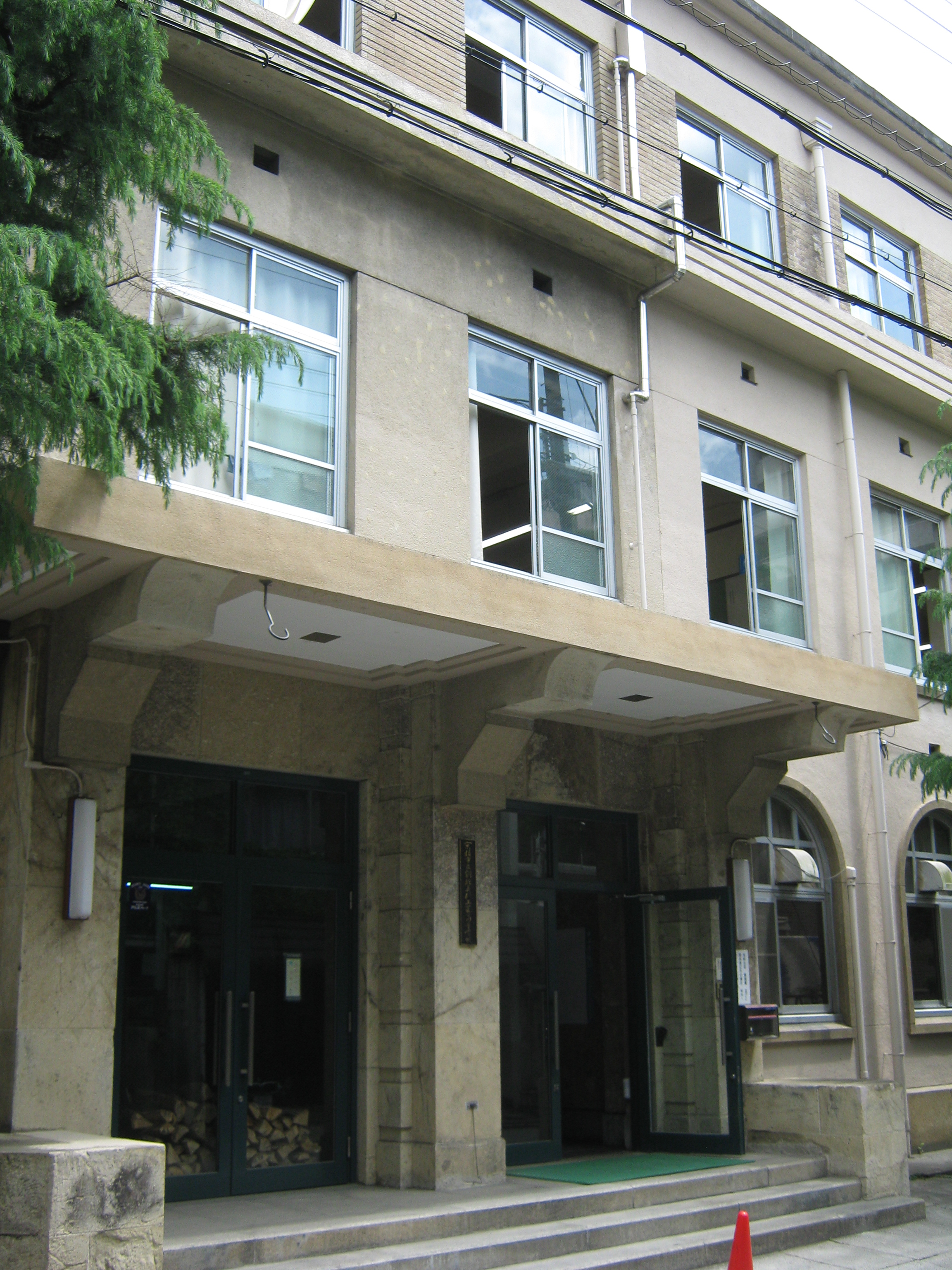
L'école des Métiers d'art
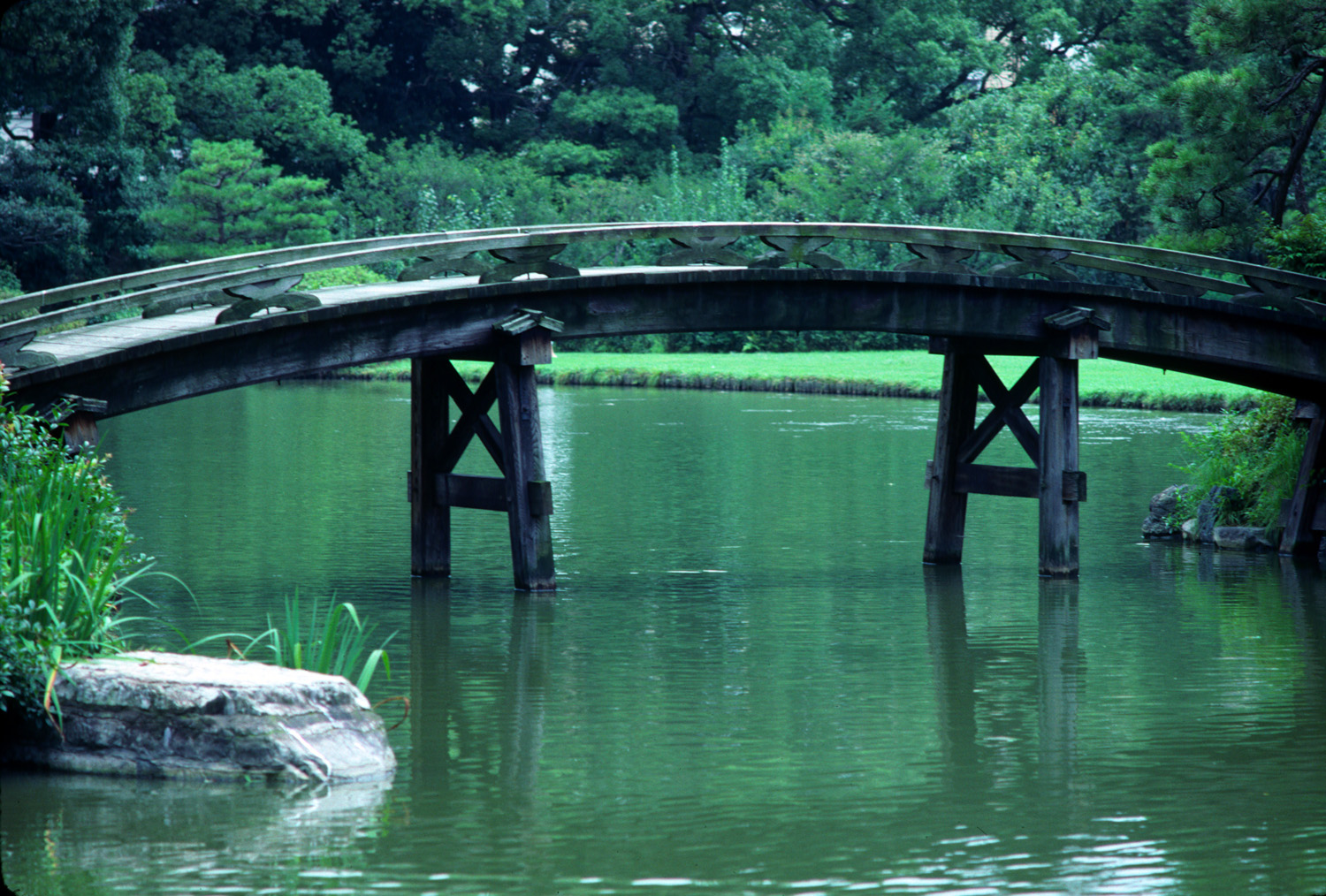
Pont dans le jardin du Shōsei-en